# Julian Stowasser
Julian Stowasser (* 1986 in Freising) ist ein deutscher Koch.

## Werdegang
Noch während der Ausbildungszeit wechselte er zum Hotel Bayerpost in München und arbeitete dann im Restaurant Dallmayr bei Diethard Urbansky in München (zwei Michelinsterne). Nach Stationen im Restaurant Bareiss bei Claus-Peter Lumpp in Baiersbronn (drei Michelinsterne) und im Restaurant Tetsuya's in Sydney ging Stowasser 2012 zum Restaurant Aqua bei Sven Elverfeld in Wolfsburg (drei Michelinsterne). 2014 wechselte er als Souschef zum Restaurant Atelier bei Jan Hartwig in München (drei Michelinsterne). 
Im Juni 2018 wurde er Küchenchef im Restaurant Weinsinn in Frankfurt, das 2019 mit einem Michelinstern ausgezeichnet wurde.
Im März 2020 wechselte er zum Restaurant Lakeside im Luxushotel The Fontenay in Hamburg, das 2021 mit einem Michelinstern ausgezeichnet wurde und 2023 mit zwei Michelinsternen.

## Auszeichnungen
- 2019: Ein Michelinstern für das Restaurant Weinsinn in Frankfurt[6]
- 2021: Ein Michelinstern für das Restaurant Lakeside in Hamburg[7]
- 2023: Zwei Michelinsterne für das Restaurant Lakeside in Hamburg[8]